# Scatella argentifacies
Scatella argentifacies är en tvåvingeart som beskrevs av Wirth 1955. Scatella argentifacies ingår i släktet Scatella och familjen vattenflugor. Inga underarter finns listade i Catalogue of Life.